# Вулиця Плугова (Львів)
Ву́лиця Плугова — вулиця в Шевченківському районі Львова, місцевість Збоїща. Пролягає від вулиці Гетьмана Мазепи до вулиці Івана Миколайчука. Має кілька відгалужень на схід, у бік вулиці Творчої.

## Історія та забудова
Вулиця виникла у складі селища Збоїща, не пізніше 1952 року отримала назву вулиця Лесі Українки, на честь письменниці Лесі Українки. У 1958 році, після включення Збоїщ до меж Львова, була перейменована на Плугову, проте у 1981 році стала частиною вулиці Міста Печ (сучасна вулиця Гетьмана Мазепи). У 1993 році знову виділена в окрему вулицю під старою назвою Плугова.
Забудована переважно житловими п'яти-, дев'яти- та десятиповерховими будинками 1980-х—2000-х років.
Під № 5 будівля колишнього дитячого садочку, на місці якої у 2003-2004 роках ЗАТ «ЛДБК-2» збудовано житлову п'ятиповерхівку на 27 квартир. Замовником будівництва було керівництво Західного оперативного командування. Біля новобудови зведено гаражний комплекс на 32 гаражі.
Під № 6 — комплекс будівель ТОВ «Науково-дослідний інститут прикладної акустики». Тут з 1777 року існував двір із фільварком, що належав заможній вірменській родині Нікоровичів, у першій половині XIX століття тут звели невеликий одноповерховий палацик у стилі класицизму. На початку XX століття цей маєток викупив митрополит Андрій Шептицький для сестер-василіанок, які заснували тут будинок для сиріт. У 1919 році на землях колишнього маєтку Нікоровичів редемптористи заснували монастир, який очолив отець Йосип Схрейверс з Бельгії. Пізніше, у 1920-х роках, ченці звели поруч ще два будинки, приміщення колишнього зерносховища перебудували під каплицю для мирян, а у 1922 році відкрили малу семінарію (так званий ювенат). У жовтні 1939 року, після захоплення Західної України більшовиками, монастир закрили, а ченців розігнали. З вересня 1941 року, протягом німецької окупації Львова, монастир відновив свою діяльність, проте у листопаді 1945 року, після повторного встановлення у Львові радянської влади, монастир остаточно закрили, а його будівлі віддали військовій частині. У 1990-х роках замість того, щоб повернути всі приміщення монастиря, їх передають ВАТ «Науково-дослідний інститут прикладної акустики». 2002 року НДІ продає церкву, яка належала монастирю, тобто УГКЦ, а 2006 року вони продають будинок для священиків. У 2013 році Отці Редемптористи УГКЦ судилися з ТОВ «Науково-дослідний інститут прикладної акустики» за приміщення семінарії. 29 січня 2013 року відбулося засідання у Львівському апеляційному господарському суді: суд зберіг арешт будівлі семінарії, яку використовує НДІ, а церква хоче повернути собі. У березні 2016 року місцеві мешканці створили петицію щодо збереження палацу Нікоровичів та внесення його до реєстру пам'яток архітектури, проте петиція не набрала достатньої кількості голосів.
Окрім будівлі палацу Нікоровичів, від колишнього монастиря редемптористів залишилася також каплиця Матері Божої Неустанної Помочі. Після здобуття Україною незалежності, Українська греко-католицька церква намагалася повернути собі каплицю, проте її передали передали у власність офіційно не визнаній Українській правовірній греко-католицької церкви, ченці якої почали реконструкцію та надбудову каплиці. Це викликало обурення місцевих мешканців і спричинило тривалий конфлікт.
Під № 10а, 12 житловий квартал «Рідний дім», збудований корпорацією «Галичартбуд» у 2009 році та складається з семи десятиповерхових житлових будинків, триповерхового освітнього центру «Еколенд» та супермаркету «Модум». Приміщення освітнього центру «Еколенд» було відзначено урядовою відзнакою «Краща будівля 2011 року».